# Jens Elmegård Rasmussen
Jens Elmegård Rasmussen (15. marts 1944 – 15. maj 2013) var en dansk sprogforsker og lektor i indoeuropæisk samt leder for Roots of Europe forskningscenteret ved Københavns Universitet fra dets oprettelse i 2008 til sin død. Han var ekspert inden for det ur-indoeuropæiske sprog og de indoeuropæiske sprog i almindelighed, især morfofonologi, men han udgav også artikler om eskimo-aleutiske sprog og lingvistisk diakroni. Han støttede de indo-uralske og euroasiatiske hypoteser.
Elmegård Rasmussen var chefredaktør for det internationale videnskabelige tidsskrift Tocharian and Indo-European Studies (TIES) og chefredaktør for bogserien Copenhagen Studies in Indo-European. Han var gift med den danske indoeuropæist Birgit Anette Olsen.
Han er begravet på Sundby Kirkegård.

## Udvalgte udgivelser
- 1989, Studien zur Morphophonemik der Indogermanischen Grundsprache. Innsbruck: Innsbrucker Beiträge zur Sprachwissenschaft.
- 1999, Selected Papers on Indo-European Linguistics. Copenhagen: Museum Tusculanum Press.